# Johann II. Grot
Johann II. Grot (polnisch Jan Grot oder Jan Grotowic; † 1347 in Wawrzeńczyce) war ab 1326 Bischof von Krakau. Seine Familie war Teil der Wappengemeinschaft Rawicz.

## Leben
Johann war ab 1313 Kanzler in Kujawien und ab 1318 in Łęczyca. Er wurde vom polnischen König Władysław I. Ellenlang gefördert und zum Studium nach Bologna geschickt. Er geriet in Konflikt mit dem Krakauer Bischof Johann Muskata, der ein Widersacher Władysławs war. Johanns Anschuldigungen konnte er 1322 aus dem Weg räumen. Er verfolgte eine Politik gegen den Deutschen Orden und geriet darüber mit König Kasimir dem Großen in Konflikt, dem er Nachgiebigkeit gegenüber dem Orden vorwarf. 1339 legte er beim Warschauer Prozess Zeugnis gegen den Deutschen Orden ab. 1343 söhnte er sich mit König Kasimir aus, verweigerte jedoch die Unterzeichnung des Friedens von Kalisch zwischen dem Königreich Polen und dem Ordensstaat. 1346 weihte er den neuen gotischen Hochaltar der Wawel-Kathedrale. Er gründete zahlreiche Dörfer auf Kirchenbesitz und führte mehrere Prozesse gegen seine Widersacher.